# 8099 Okudoiyoshimi
8099 Okudoiyoshimi este o planetă minoră (asteroid) din centura de asteroizi. A fost descoperită pe 8 octombrie 1993 la Yatsuka⁠(d) de Hiroshi Abe⁠(d). 
Obiectul prezintă o orbită caracterizată de o semiaxă mare de 2,540926 UAi, o excentricitate de 0,28, o înclinație de 8,74498 ° în raport cu ecliptica.